# 哈利鷹
哈利鷹（日语： Harī Hōku */?）為日本職棒福岡軟銀鷹的吉祥物。主題是一隻老鷹，原型為荷馬鷹，1984年為南海鷹隊開始使用，1989年大榮鷹隊沿用，1992年將荷馬鷹退役後改哈利鷹為主要吉祥物，並於2005年球隊轉賣軟銀後，外觀從橘色變為金黃色。

## 家族成員

### 現役成員
哈利鷹（日语： Harry Hawk */?）
23歲，生日4月10日，身高180公分，體重80公斤。
職棒選手（背號100號）。老鷹一族的始祖荷馬鷹的么弟，為第七代首領。穿著主場制服。2006年曾變身超級哈利。
甜心鷹（日语： Honey Hawk */?）
18歲，生日7月7日，身高157公分，體重45公斤。
軟銀啦啦隊「Honey」的隊長。大榮鷹時代喜歡哈利，軟銀鷹時代成為哈利女友。
哈克利鷹（日语： Herculy Hawk */?）
23歲，生日8月1日，身高195公分，體重97公斤。
職棒選手（背號200號）。哈利的競爭對手，穿著客場制服。
本氣鷹（日语： Honky Hawk */?）
57歲，生日9月15日，身高155公分，體重65公斤。
哈利的叔叔，老鷹鎮鎮長。
海倫鷹（日语： Helen Hawk */?）
55歲，生日9月15日，身高165公分，體重48公斤。
本氣鷹的妻子。
哈克（日语： Hack Hawk */?）
7歲，生日5月5日，身高120公分，體重28公斤。
哈利的姪子（未設定其父），長男。褲子為紅色。
瑞克（日语： Rick Hawk */?）
5歲，生日5月5日，身高100公分，體重23公斤。
哈利的姪子（未設定其父），次男。褲子為藍色，戴著眼鏡。
霍克（日语： Hock Hawk */?）
3歲，生日5月5日，身高80公分，體重18公斤。
哈利的姪子（未設定其父），三男。褲子為綠色。

## 外部連結
- 哈利鷹的X（前Twitter）